# Pulsar (Automarke ab 1984)
Pulsar war eine britische Automarke.

## Markengeschichte
Das Unternehmen Amplas aus Chalgrove in der Grafschaft Oxfordshire begann 1984 mit der Produktion von Automobilen und Kits. Der Markenname lautete Pulsar. Ab 1985 setzte Lemazone aus Leigh in Lancashire unter Leitung von Mike Parkington die Produktion fort. 1987 endete die Produktion. Insgesamt entstanden etwa 16 Exemplare.
Es gab keine Verbindung zur früheren britischen Automarke Pulsar.

## Fahrzeuge
Im Angebot stand nur ein Modell. Ein Leiterrahmen bildete die Basis. Viele Teile wie Vorderachse, Lenkung und luftgekühlter Vierzylinder-Boxermotor kamen vom VW Käfer. Die Windschutzscheibe stammte vom Citroën GS. Die Karosserie war dem Porsche 911 nachempfunden.